# Salem (Carolina del Norte)
Salem es un lugar designado por el censo ubicado en el condado de Burke en el estado estadounidense de Carolina del Norte. La localidad en el año 2000, tenía una población de 2.923 habitantes en una superficie de 10.9 km², con una densidad poblacional de 267.3 personas por km².

## Geografía
Salem se encuentra ubicado en las coordenadas 35°42′14″N 81°41′56″O / 35.70389, -81.69889. Según la Oficina del Censo, la localidad tiene un área total de 10,9 km² (4,2 mi²), de la cual 10,9 km² (4,2 mi²) es tierra y 0 km² (0 mi²) (0.0%) es agua.

### Localidades adyacentes
El siguiente diagrama muestra a las localidades en un radio de 16 kilómetros (9,9 mi) de Salem.

## Demografía
En el 2000 la renta per cápita promedia del hogar era de $32.050, y el ingreso promedio para una familia era de $45.430. El ingreso per cápita para la localidad era de $14.506. En 2000 los hombres tenían un ingreso per cápita de $28.672 contra $21.913 para las mujeres. Alrededor del 10.7% de la población estaba bajo el umbral de pobreza nacional.